# 1864년 미국 대통령 선거
1864년 미국 대통령 선거는 미국 남북전쟁 중 북부에서만 치러진 대통령 선거로, 국민연방당의 에이브러햄 링컨 대통령이 평화를 외친 민주당의 조지 매클렐런 후보를 이기고 재선에 성공한다

## 후보선출

### 공화당 급진파
흑인 투표권을 주장하는 공화당 내 급진세력은 1864년 5월, 급진공화당을 창당하고 존 C. 프리몬트(John C. Frémont) 전 상원의원을 대통령 후보로 선출한다

### 국민연방당
1864년 6월, 전쟁에 찬성하는 일부 민주당 세력이 공화당에 합류해 국민연방당을 창당하고, 에이브러햄 링컨 대통령을 대통령 후보로, 민주당 출신 앤드류 존슨 테네시 주지사를 부통령 후보로 선출한다

### 민주당
1864년 8월 민주당 전당대회는 '평화 후보' 조지 맥클렌 장군을 대통령 후보로 선출한다

## 선거 과정
남북전쟁 중에 치러진 선거의 쟁점은 단연 전쟁이었다. 링컨은 전쟁 승리를 통한 노예 해방을, 프레몬트는 한발 더 나아가 흑인 투표권까지 주장했고, 맥클렌은 남부의 노예제 인정을 통한 휴전과 연방의 복구를 주장했다.
이런 주장을 하는 민주당 맥클렌의 당선 저지가 우선이라 생각한 급진공화당은 9월, 프레몬트가 사퇴해 링컨과 단일화한다.

## 선거 결과
| 대통령 후보     | 정당       | 근거지   | 득표수    | 지지율   | 선거인단 득표 |
| --------------- | ---------- | -------- | --------- | -------- | ------------- |
| 에이브러햄 링컨 | 국민연방당 | 일리노이 | 2,218,388 | 55%      | 212           |
| 조지 매클렐런   | 민주당     | 뉴저지   | 1,812,807 | 45%      | 21            |
| 계              | 계         | 계       | 4,031,887 | 100.00 % | 233           |

| 부통령 후보 | 정당       | 근거지   | 선거인단 득표 |
| ----------- | ---------- | -------- | ------------- |
| 앤드류 존슨 | 국민연방당 | 테네시   | 212           |
| 조지 펜들턴 | 민주당     | 오하이오 | 21            |
| 계          | 계         | 계       | 233           |

## 같이 보기
- 미국의 역사 (1849년~1865년)
- 1864년 미국 하원의원 선거